# Ланкестер оклопна кола
Оклопна кола Ланкестер (енг. Lanchester 6x4 Armoured Car) су британска оклопна кола из Другог светског рата.

## Историја
Током 20-их година Британци су били главни корисници оклопних кола. Већина возила у армији и РАФ била су релативно лака, заснована на шасији Ролс-Ројс 4x2. Возила за извоз била су тежа, користећи шасију 6x4 камиона Ланкестер или Кросли. Почетком 30-тих, војска је изгубила интересовање за оклопна кола, у корист лаких тенкова као извиђачког возила. Развој оклопних кола престао је након 1934.

## Карактеристике
Велики Ланкестер био је типичан за британска оклопна кола са краја 20-их и почетка 30-их година. Распоред је био сличан као код Ролс-Ројса: са мотором напред, куполом и посадом у средини и равном површином позади. Постојала су 4 модела возила, сва слична осим што су Марк I и Iа имали дупле задње точкове, док су Iа и IIа имали радио уместо митраљеза у трупу. 
Наоружање се састојало од једног митраљеза Викерс калибра 0.50 инча и једног од 0.303 инча у куполи, и, у возилима без радија, другог Викерса 0.303 поред возача. Направљено је укупно 18 Мк I, 4 Мк Iа, 7 Мк II и 6 Мк IIа. 

### У борби
Упркос погону 6x4 показали су се претешким, са ограниченом покретљивошћу ван друма и повучени су из службе пре почетка рата. Предати су јединицама у Малаји, где су их уништили Јапанци током инвазије 1941.